# فيليكس ماليارينكو فاسيليفيتش
فيليكس ماليارينكو فاسيليفيتش (2 فبراير 1951 - 29 أكتوبر 2020)، هو شاعر وكاتب روسي، عمل في مجال أدب الأطفال والشباب. شغل رئيس فرع ساراتوف الإقليمي لاتحاد الكتاب الروسيين (2017-2019).